# Skiff masculin aux Jeux olympiques d'été de 2016
Navigation
Londres 2012 Tokyo 2020
L'épreuve masculine de skiff des Jeux olympiques d'été 2016 de Rio de Janeiro a lieu sur le Lagoa Rodrigo de Freitas du 6 au 13 août 2016.

## Résultats

### Séries
Les trois premiers de chaque série sont qualifiés pour les quarts de finale, les autres vont en repêchage.

#### Série 1
| Rang | Rameur               | Pays      | Temps   | Notes |
| ---- | -------------------- | --------- | ------- | ----- |
| 1    | Ángel Fournier       | Cuba      | 7:06.89 | Q     |
| 2    | Juan Carlos Cabrera  | Mexique   | 7:08.27 | Q     |
| 3    | Dattu Baban Bhokanal | Inde      | 7:21.67 | Q     |
| 4    | Jaruwat Saensuk      | Thaïlande | 7:25.06 | R     |
| 5    | Armandas Kelmelis    | Lituanie  | 7:34.59 | R     |
| 6    | Luigi Teilemb        | Vanuatu   | 8:00.42 | R     |

#### Série 2
| Rang | Rameur                    | Pays             | Temps   | Notes |
| ---- | ------------------------- | ---------------- | ------- | ----- |
| 1    | Mahé Drysdale             | Nouvelle-Zélande | 7:04.45 | Q     |
| 2    | Bendegúz Pétervári-Molnár | Hongrie          | 7:12.86 | Q     |
| 3    | Jhonatan Esquivel         | Uruguay          | 7:16.08 | Q     |
| 4    | Renzo Leon Garcia         | Pérou            | 7:21.04 | R     |
| 5    | Mohammed Jasim Al-Khafaji | Irak             | 7:25.04 | R     |
| 6    | Vicent Jackson            | Venezuela        | 7:28.36 | R     |

#### Série 3
| Rang | Rameur                   | Pays        | Temps   | Notes |
| ---- | ------------------------ | ----------- | ------- | ----- |
| 1    | Hannes Obreno            | Belgique    | 7:09.06 | Q     |
| 2    | Natan Węgrzycki-Szymczyk | Pologne     | 7:12.43 | Q     |
| 3    | Brian Rosso              | Argentine   | 7:22.69 | Q     |
| 4    | Shakhboz Kholmirzayev    | Ouzbékistan | 7:25.03 | R     |
| 5    | Al-Hussein Gambour       | Libye       | 7:43.85 | R     |

#### Série 4
| Rang | Rameur                   | Pays            | Temps   | Notes |
| ---- | ------------------------ | --------------- | ------- | ----- |
| 1    | Alan Campbell            | Grande-Bretagne | 7:08.31 | Q     |
| 2    | Stanislau Shcharbachenia | Biélorussie     | 7:11.49 | Q     |
| 3    | Memo                     | Indonésie       | 7:14.17 | Q     |
| 4    | Kim Dong-yong            | Corée du Sud    | 7:20.85 | R     |
| 5    | Andrew Peebles           | Zimbabwe        | 7:25.39 | R     |

#### Série 5
| Rang | Rameur              | Pays               | Temps   | Notes |
| ---- | ------------------- | ------------------ | ------- | ----- |
| 1    | Ondřej Synek        | République tchèque | 7:21.90 | Q     |
| 2    | Rhys Grant          | Australie          | 7:28.83 | Q     |
| 3    | Arturo Rivarola     | Paraguay           | 7:29.23 | Q     |
| 4    | Sid Ali Boudina     | Algérie            | 7:45.90 | R     |
| 5    | Bryan Sola Zambrano | Équateur           | 7:48.77 | R     |

#### Série 6
| Rang | Rameur               | Pays       | Temps   | Notes |
| ---- | -------------------- | ---------- | ------- | ----- |
| 1    | Nils Jakob Hoff      | Norvège    | 7:17.47 | Q     |
| 2    | Damir Martin         | Croatie    | 7:23.08 | Q     |
| 3    | Abdelkhalek El-Banna | Égypte     | 7:34.05 | Q     |
| 4    | Mohamed Taieb        | Tunisie    | 7:37.95 | R     |
| 5    | Vladislav Yakovlev   | Kazakhstan | 7:38.65 | R     |

### Repêchages
Les deux premières embarcations de chaque série se qualifient pour les quarts de finale, les autres vont en demi-finale E et F.

#### Repêchage 1
| Rang | Rameur             | Pays       | Temps    | Notes |
| ---- | ------------------ | ---------- | -------- | ----- |
| 1    | Sid Ali Boudina    | Algérie    | 7:20.84  | Q     |
| 2    | Renzo Leon Garcia  | Pérou      | 7:25.55  | Q     |
| 3    | Luigi Teilemb      | Vanuatu    | 7:34.12  | SE/F  |
| 4    | Al-Hussein Gambour | Libye      | 7:45.09  | SE/F  |
| 5    | Vladislav Yakovlev | Kazakhstan | 12:04.17 | SE/F  |

#### Repêchage 2
| Rang | Rameur                    | Pays         | Temps   | Notes |
| ---- | ------------------------- | ------------ | ------- | ----- |
| 1    | Kim Dong-yong             | Corée du Sud | 7:12.96 | Q     |
| 2    | Mohammed Jasim Al-Khafaji | Irak         | 7:14.38 | Q     |
| 3    | Jaruwat Saensuk           | Thaïlande    | 7:16.39 | SE/F  |
| 4    | Bryan Sola Zambrano       | Équateur     | 7:28.30 | SE/F  |

#### Repêchage 3
| Rang | Rameur                | Pays        | Temps   | Notes |
| ---- | --------------------- | ----------- | ------- | ----- |
| 1    | Armandas Kelmelis     | Lituanie    | 7:13.36 | Q     |
| 2    | Shakhboz Kholmirzayev | Ouzbékistan | 7:14.58 | Q     |
| 3    | Andrew Peebles        | Zimbabwe    | 7:17.19 | SE/F  |
| 4    | Mohamed Taieb         | Tunisie     | 7:27.18 | SE/F  |
| 5    | Vicent Jakson         | Venezuela   | 7:28.67 | SE/F  |

### Quarts de finale
Les trois premières de chaque série se qualifient pour les demi-finales A/B, les autres sont reversées en demi-finales C/D.

#### Quart de finale 1
| Rang | Rameur                | Pays         | Temps   | Notes |
| ---- | --------------------- | ------------ | ------- | ----- |
| 1    | Ángel Fournier        | Cuba         | 6:51.89 | SA/B  |
| 2    | Rhys Grant            | Australie    | 6:55.14 | SA/B  |
| 3    | Nils Jakob Hoff       | Norvège      | 6:57.94 | SA/B  |
| 4    | Memo                  | Indonésie    | 6:59.76 | SC/D  |
| 5    | Kim Dong-yong         | Corée du Sud | 7:05.69 | SC/D  |
| 6    | Shakhboz Kholmirzayev | Ouzbékistan  | 7:09.99 | SC/D  |

#### Quart de finale 2
| Rang | Rameur                   | Pays               | Temps   | Notes |
| ---- | ------------------------ | ------------------ | ------- | ----- |
| 1    | Mahé Drysdale            | Nouvelle-Zélande   | 6:46.51 | SA/B  |
| 2    | Ondřej Synek             | République tchèque | 6:50.51 | SA/B  |
| 3    | Stanislau Shcharbachenia | Biélorussie        | 6:55.19 | SA/B  |
| 4    | Brian Rosso              | Argentine          | 7:03.23 | SC/D  |
| 5    | Armandas Kelmelis        | Lituanie           | 7:04.67 | SC/D  |
| 6    | Renzo Leon Garcia        | Pérou              | 7:30.91 | SC/D  |

#### Quart de finale 3
| Rang | Rameur                    | Pays     | Temps   | Notes |
| ---- | ------------------------- | -------- | ------- | ----- |
| 1    | Hannes Obreno             | Belgique | 6:48.90 | SA/B  |
| 2    | Juan Carlos Cabrera       | Mexique  | 6:50.04 | SA/B  |
| 3    | Abdelkhalek El-Banna      | Égypte   | 6:50.82 | SA/B  |
| 4    | Bendegúz Pétervári-Molnár | Hongrie  | 6:52.80 | SC/D  |
| 5    | Sid Ali Boudina           | Algérie  | 7:13.59 | SC/D  |
| 6    | Arturo Rivarola           | Paraguay | 7:17.12 | SC/D  |

#### Quart de finale 4
| Rang | Rameur                    | Pays            | Temps   | Notes |
| ---- | ------------------------- | --------------- | ------- | ----- |
| 1    | Damir Martin              | Croatie         | 6:44.44 | SA/B  |
| 2    | Alan Campbell             | Grande-Bretagne | 6:49.41 | SA/B  |
| 3    | Natan Węgrzycki-Szymczyk  | Pologne         | 6:53.52 | SA/B  |
| 4    | Dattu Baban Bhokanal      | Inde            | 6:59.89 | SC/D  |
| 5    | Jhonatan Esquivel         | Uruguay         | 7:40.27 | SC/D  |
| 6    | Mohammed Jasim Al-Khafaji | Irak            | 8:29.76 | SC/D  |

### Demi-finales C/D
Les trois premiers sont qualifiés pour la finale C, les autres vont en finale D.

#### Demi-finale C/D 1
| Rang | Rameur                | Pays        | Temps   | Notes |
| ---- | --------------------- | ----------- | ------- | ----- |
| 1    | Jhonatan Esquivel     | Uruguay     | 7:22.98 | FC    |
| 2    | Brian Rosso           | Argentine   | 7:24.65 | FC    |
| 3    | Memo                  | Indonésie   | 7:25.60 | FC    |
| 4    | Shakhboz Kholmirzayev | Ouzbékistan | 7:26.04 | FD    |
| 5    | Sid Ali Boudina       | Algérie     | 7:37.19 | FD    |
| 6    | Arturo Rivarola       | Paraguay    | 7:41.43 | FD    |

#### Demi-finale C/D 2
| Rang | Rameur                    | Pays         | Temps   | Notes |
| ---- | ------------------------- | ------------ | ------- | ----- |
| 1    | Bendegúz Pétervári-Molnár | Hongrie      | 7:18.88 | FC    |
| 2    | Dattu Baban Bhokanal      | Inde         | 7:19.02 | FC    |
| 3    | Kim Dong-yong             | Corée du Sud | 7:20.10 | FC    |
| 4    | Armandas Kelmelis         | Lituanie     | 7:20.72 | FD    |
| 5    | Renzo Leon Garcia         | Pérou        | 7:37.34 | FD    |
| 6    | Mohammed Jasim Al-Khafaji | Irak         | 7:48.31 | FD    |

### Demi-finales A/B
Les trois premiers de chaque demi-finales sont qualifiés pour la finale A, les autres vont en finale B.

#### Demi-finales A/B 1
| Rang | Rameur               | Pays               | Temps   | Notes |
| ---- | -------------------- | ------------------ | ------- | ----- |
| 1    | Ondřej Synek         | République tchèque | 6:58.56 | FA    |
| 2    | Damir Martin         | Croatie            | 6:59.43 | FA    |
| 3    | Ángel Fournier       | Cuba               | 7:02.65 | FA    |
| 4    | Juan Carlos Cabrera  | Mexique            | 7:03.68 | FB    |
| 5    | Abdelkhalek El-Banna | Égypte             | 7:13.55 | FB    |
| 6    | Nils Jakob Hoff      | Norvège            | 7:39.12 | FB    |

#### Demi-finale A/B 2
| Rang | Rameur                   | Pays             | Temps   | Notes |
| ---- | ------------------------ | ---------------- | ------- | ----- |
| 1    | Mahé Drysdale            | Nouvelle-Zélande | 7:03.70 | FA    |
| 2    | Stanislau Shcharbachenia | Biélorussie      | 7:06.69 | FA    |
| 3    | Hannes Obreno            | Belgique         | 7:06.76 | FA    |
| 4    | Alan Campbell            | Grande-Bretagne  | 7:09.54 | FB    |
| 5    | Rhys Grant               | Australie        | 7:14.68 | FB    |
| 6    | Natan Węgrzycki-Szymczyk | Pologne          | 7:15.61 | FB    |

### Finales

#### Finale F
| Rang | Rameur             | Pays       | Temps   | Notes |
| ---- | ------------------ | ---------- | ------- | ----- |
| 1    | Vladislav Yakovlev | Kazakhstan | 7:21.61 |       |
| 2    | Al-Hussein Gambour | Libye      | 7:41.77 |       |

#### Finale E
| Rang | Rameur                   | Pays      | Temps   | Notes |
| ---- | ------------------------ | --------- | ------- | ----- |
| 1    | Andrew Peebles           | Zimbabwe  | 7:43.98 |       |
| 2    | Jaruwat Saensuk          | Thaïlande | 7:49.86 |       |
| 3    | Mohamed Taieb            | Tunisie   | 7:53.36 |       |
| 4    | Bryan Sola Zambrano      | Équateur  | 7:53.54 |       |
| 5    | Jakson Vicent Monasterio | Venezuela | 7:57.83 |       |
| 6    | Luigi Teilemb            | Vanuatu   | 8:24.67 |       |

#### Finale D
| Rang | Rameur                    | Pays        | Temps   | Notes |
| ---- | ------------------------- | ----------- | ------- | ----- |
| 1    | Armandas Kelmelis         | Lituanie    | 7:00.72 |       |
| 2    | Renzo Leon Garcia         | Pérou       | 7:02.28 |       |
| 3    | Mohammed Jasim Al-Khafaji | Irak        | 7:03.73 |       |
| 4    | Shakhboz Kholmirzayev     | Ouzbékistan | 7:04.78 |       |
| 5    | Sid Ali Boudina           | Algérie     | 7:06.64 |       |
| 6    | Arturo Rivarola           | Paraguay    | 7:18.34 |       |

#### Finale C
| Rang | Rameur                    | Pays         | Temps   | Notes |
| ---- | ------------------------- | ------------ | ------- | ----- |
| 1    | Dattu Baban Bhokanal      | Inde         | 6:54.96 |       |
| 2    | Bendegúz Pétervári-Molnár | Hongrie      | 6:57.75 |       |
| 3    | Brian Rosso               | Argentine    | 6:58.58 |       |
| 4    | Memo                      | Indonésie    | 6:59.44 |       |
| 5    | Kim Dong-yong             | Corée du Sud | 6:59.72 |       |
| 6    | Jhonatan Esquivel         | Uruguay      | 7:13.65 |       |

#### Finale B
| Rang | Rameur                   | Pays            | Temps   | Notes |
| ---- | ------------------------ | --------------- | ------- | ----- |
| 1    | Natan Węgrzycki-Szymczyk | Pologne         | 6:47.95 |       |
| 2    | Juan Carlos Cabrera      | Mexique         | 6:50.02 |       |
| 3    | Rhys Grant               | Australie       | 6:51.90 |       |
| 4    | Abdelkhalek El-Banna     | Égypte          | 6:54.94 |       |
| 5    | Nils Jakob Hoff          | Norvège         | 7:02.66 |       |
| 6    | Alan Campbell            | Grande-Bretagne | DNS     |       |

#### Finale A
| Rang                                | Rameur                   | Pays               | Temps   | Notes |
| ----------------------------------- | ------------------------ | ------------------ | ------- | ----- |
| Médaille d'or, Jeux olympiques      | Mahé Drysdale            | Nouvelle-Zélande   | 6:41.34 | RO    |
| Médaille d'argent, Jeux olympiques  | Damir Martin             | Croatie            | 6:41.34 |       |
| Médaille de bronze, Jeux olympiques | Ondřej Synek             | République tchèque | 6:44.10 |       |
| 4                                   | Hannes Obreno            | Belgique           | 6:47.42 |       |
| 5                                   | Stanislau Shcharbachenia | Biélorussie        | 6:48.78 |       |
| 6                                   | Ángel Fournier           | Cuba               | 6:55.90 |       |